# 신갈 분기점
신갈 분기점(新葛分岐點, Singal Junction, 신갈JC)은 경기도 용인시 기흥구 신갈동과 보정동, 마북동에 걸쳐 설치된 경부고속도로와 영동고속도로가 만나는 분기점이다.

## 연혁
- 1971년 12월 1일 : 영동고속도로 용인 ~ 새말 구간 개통에 따라 영업 개시[1]
- 1987년 12월 31일 : 수원시 도시계획시설 교통광장에 용인군 기흥읍 신갈리 일원을 신갈 분기점으로 고시[2]
- 1991년 11월 29일 : 신갈안산고속도로 개통과 함께 분기점 개량[3]
- 2003년 1월 22일 : 용인시 도시계획시설 교통광장에 기흥읍 신갈리 일원을 신갈 분기점으로 고시[4]
- 2006년 9월 6일 : 분기점 개량을 위해 용인시 도시계획시설 교통광장 변경[5][6]

## 구조물 정보
- 위치: 경기도 용인시 기흥구 신갈동, 보정동, 마북동

## 접속하는 노선

### 부산・서울방면
- 경부고속도로 (45번)

### 인천・강릉방면
- 영동고속도로 (13번)

## 구조
클로버스택형으로, 영동고속도로의 진출 램프가 반대 방향으로 동그랗게 말려 있는 형태이다.
구조물은 작은 실개천 위를 지난다.

## 사진

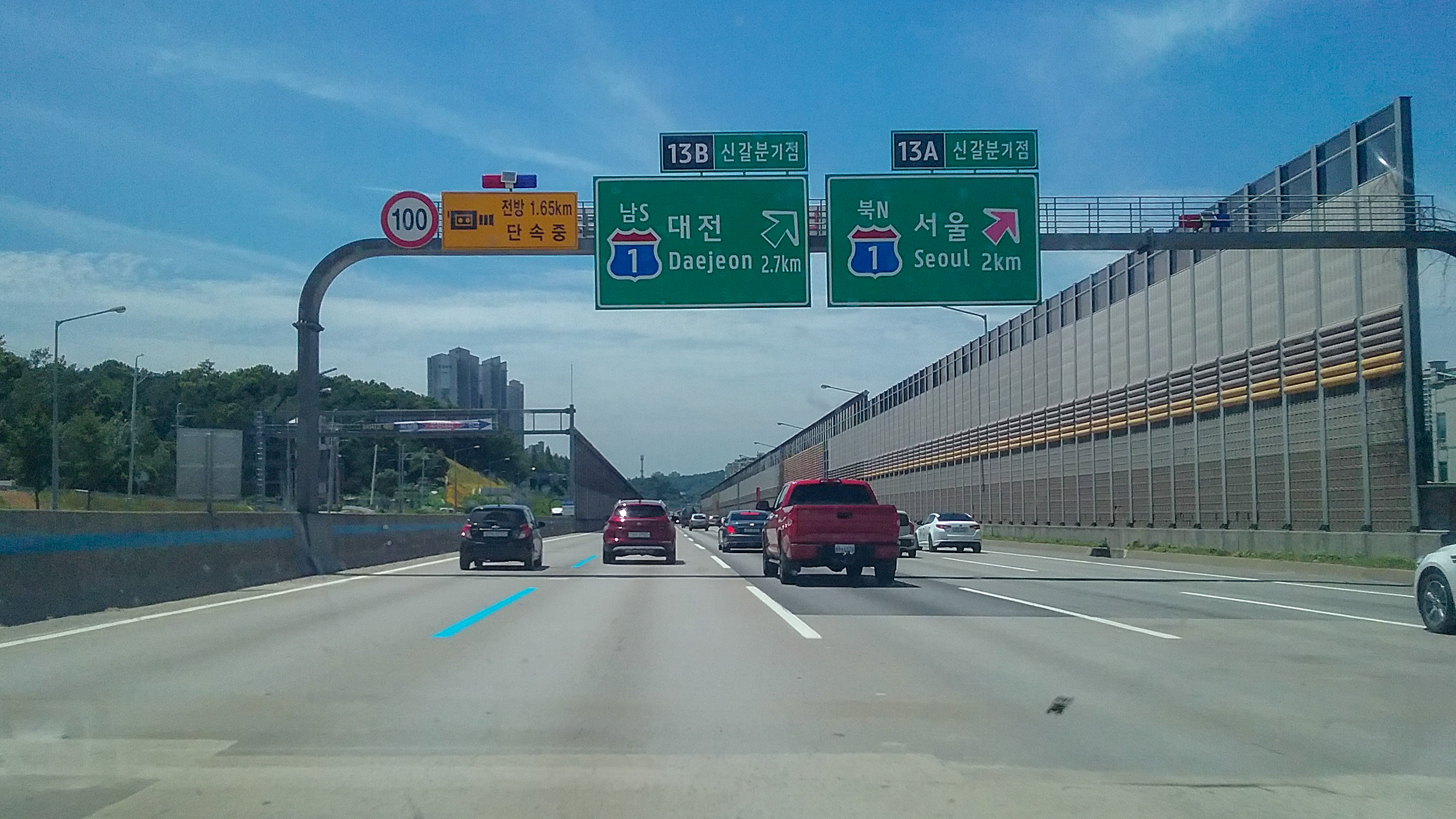
영동고속도로 2km 표지판(상행)
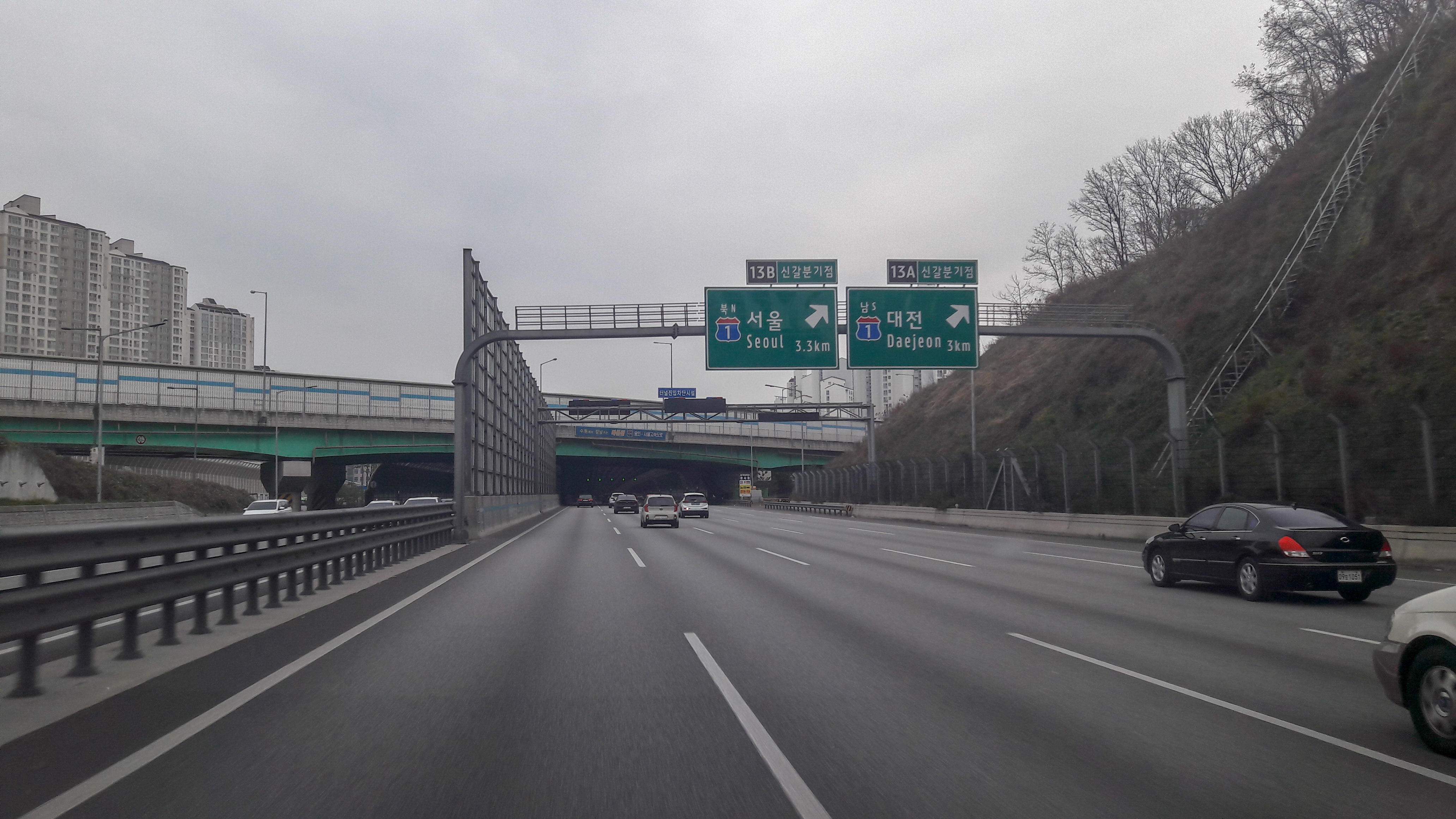
영동고속도로 3km 표지판(하행)
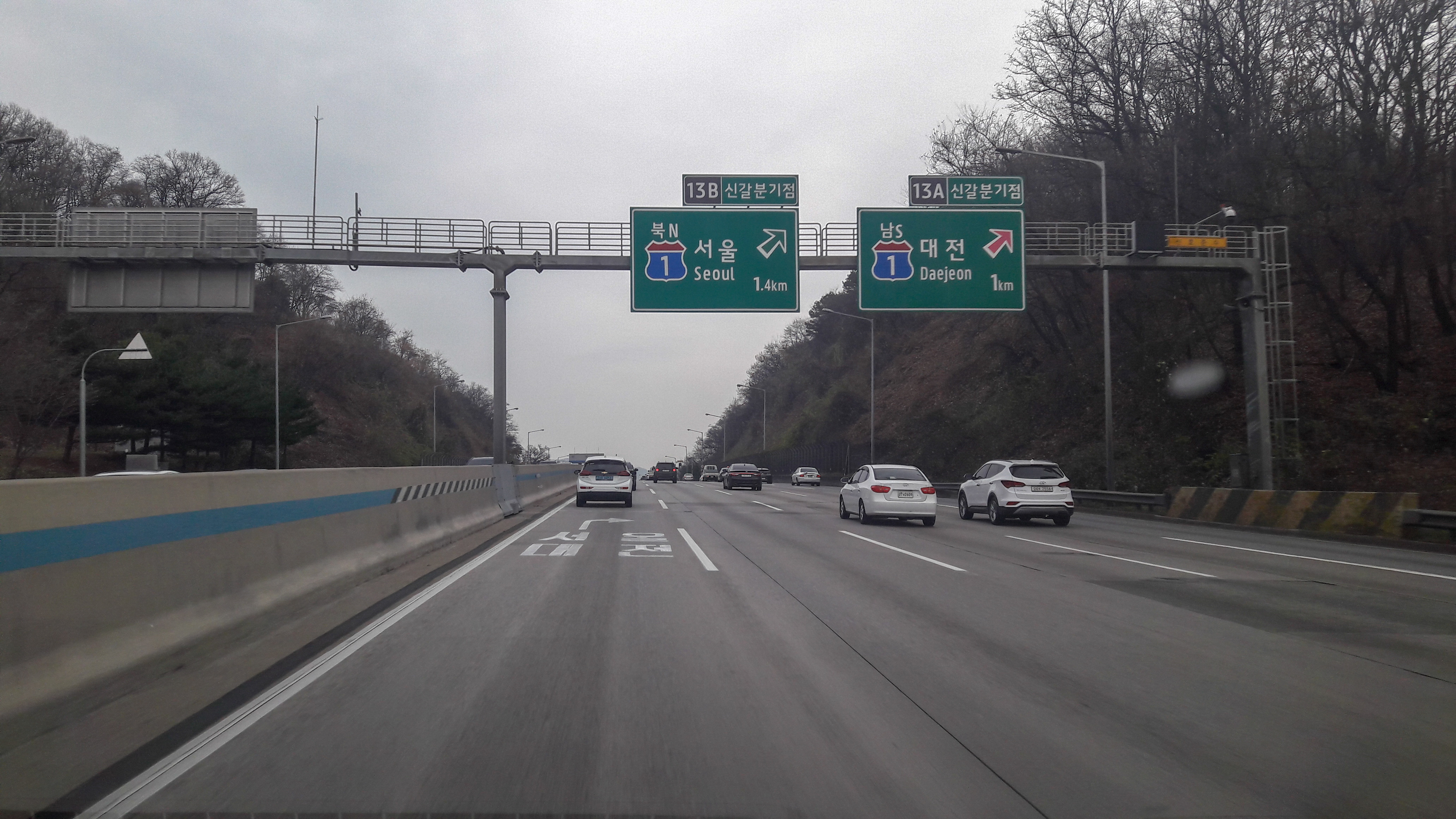
영동고속도로 1km 표지판(하행)
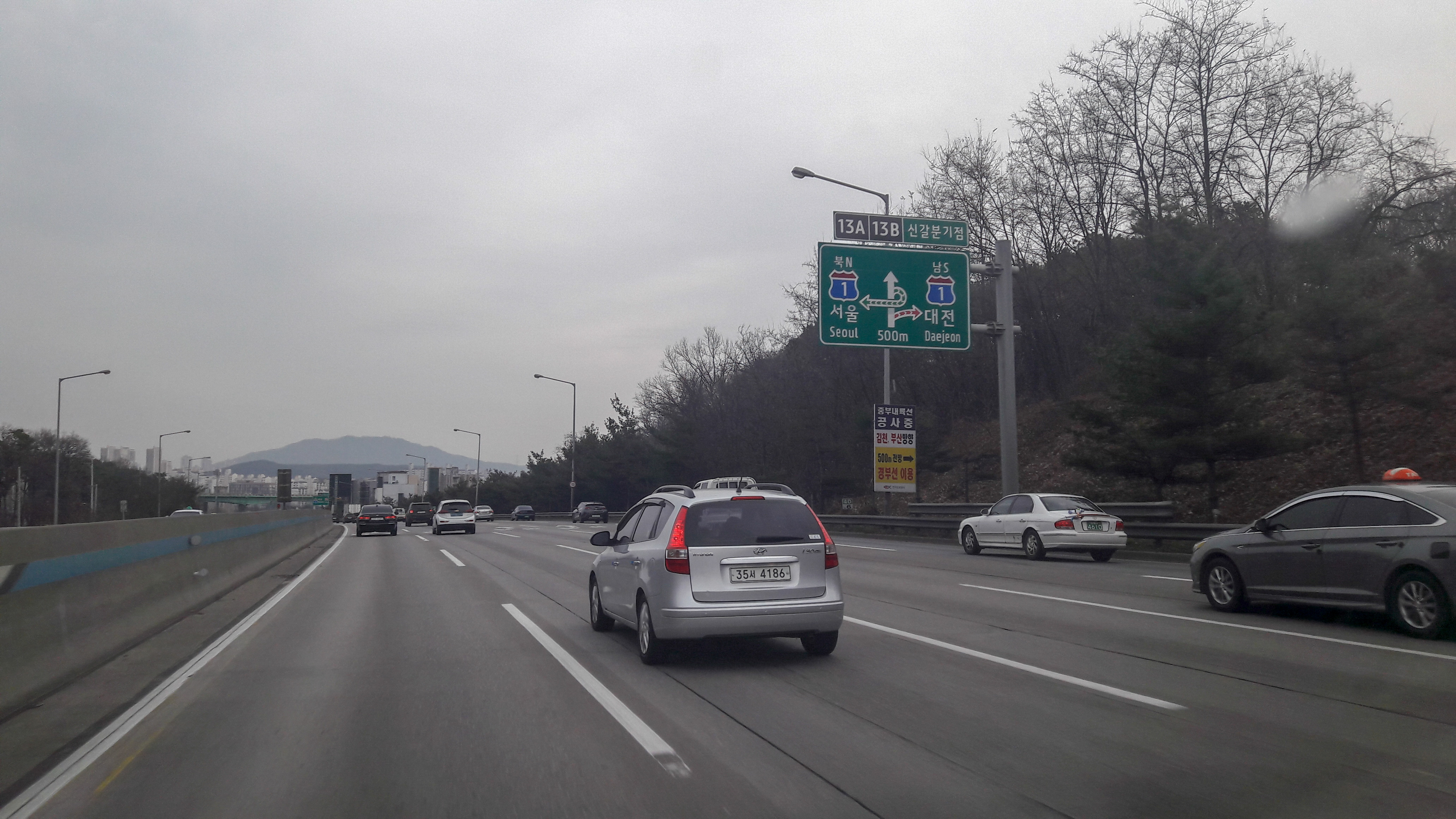
영동고속도로 500m 표지판(하행)
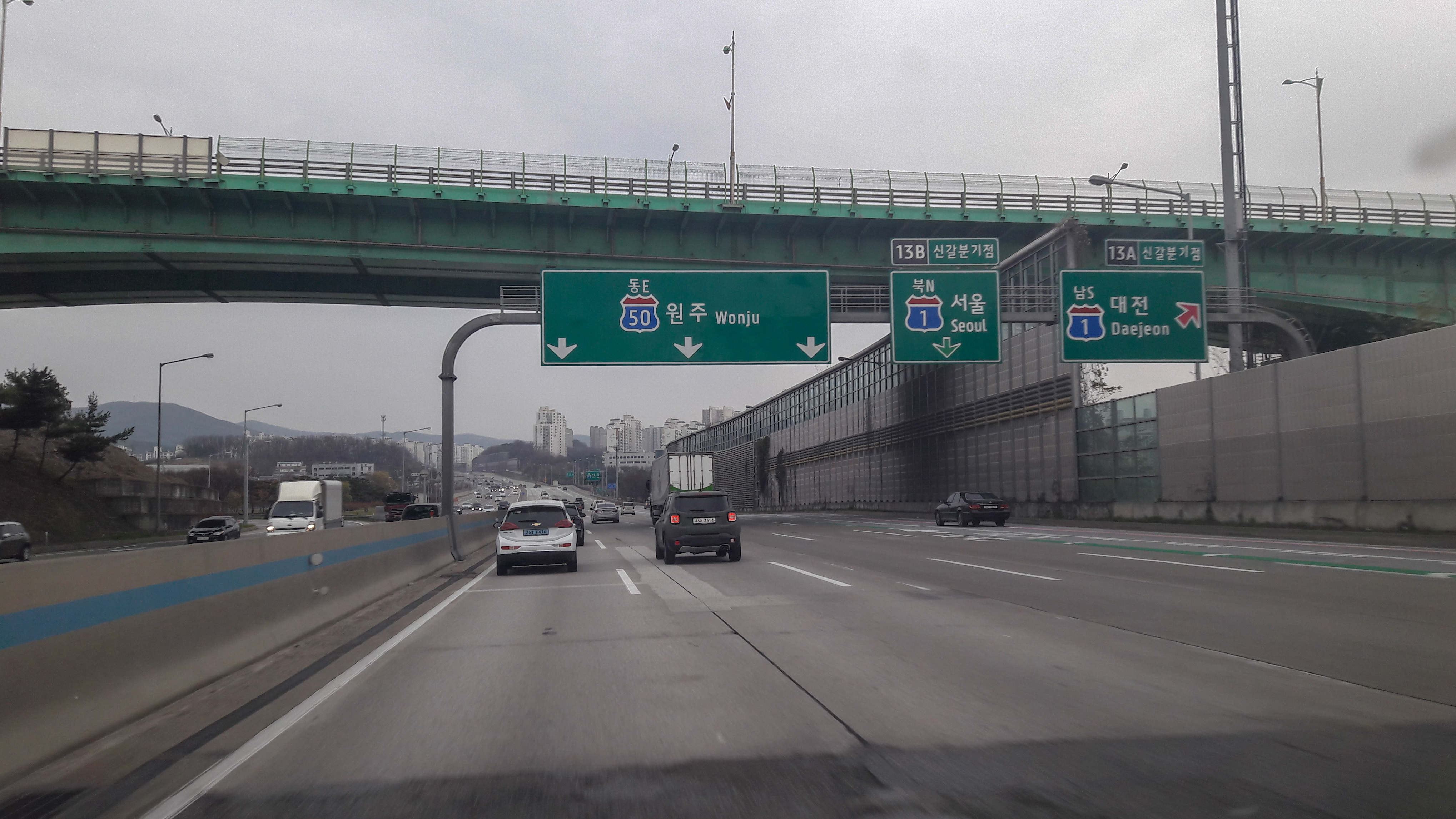
영동고속도로 1지점 표지판(하행)

## 같이 보기
- 신갈동
- 구갈동
- 기흥구